# Babussalam (Rambah)
Babussalam is een bestuurslaag in het regentschap Rokan Hulu van de provincie Riau, Indonesië. Babussalam telt 2221 inwoners (volkstelling 2010).